# Вібо-Валентія

Вібо-Валентія (італ. Vibo Valentia, сиц. Vibbu Valenzia) — муніципалітет в Італії, у регіоні Калабрія, столиця провінції Вібо-Валентія. Антична назва — Гіппоній.
Вібо-Валентія розташоване на відстані близько 480 км на південний схід від Рима, 55 км на південний захід від Катандзаро.
Населення — 33 897 осіб (2014).
Щорічний фестиваль відбувається 1 березня. Покровитель — San Leoluca.

## Демографія
Населення за роками:

Станом на 1 січня 2023 року в муніципалітеті офіційно проживали 1352 іноземці з 68 країн, серед них 547 громадян країн Євросоюзу та 155 громадян України.

## Сусідні муніципалітети
- Бріатіко
- Чессаніті
- Філандарі
- Франчика
- Мілето
- Йонаді
- Піццо
- Сан-Грегоріо-д'Іппона
- Сант'Онофріо
- Стефанаконі

## Галерея зображень

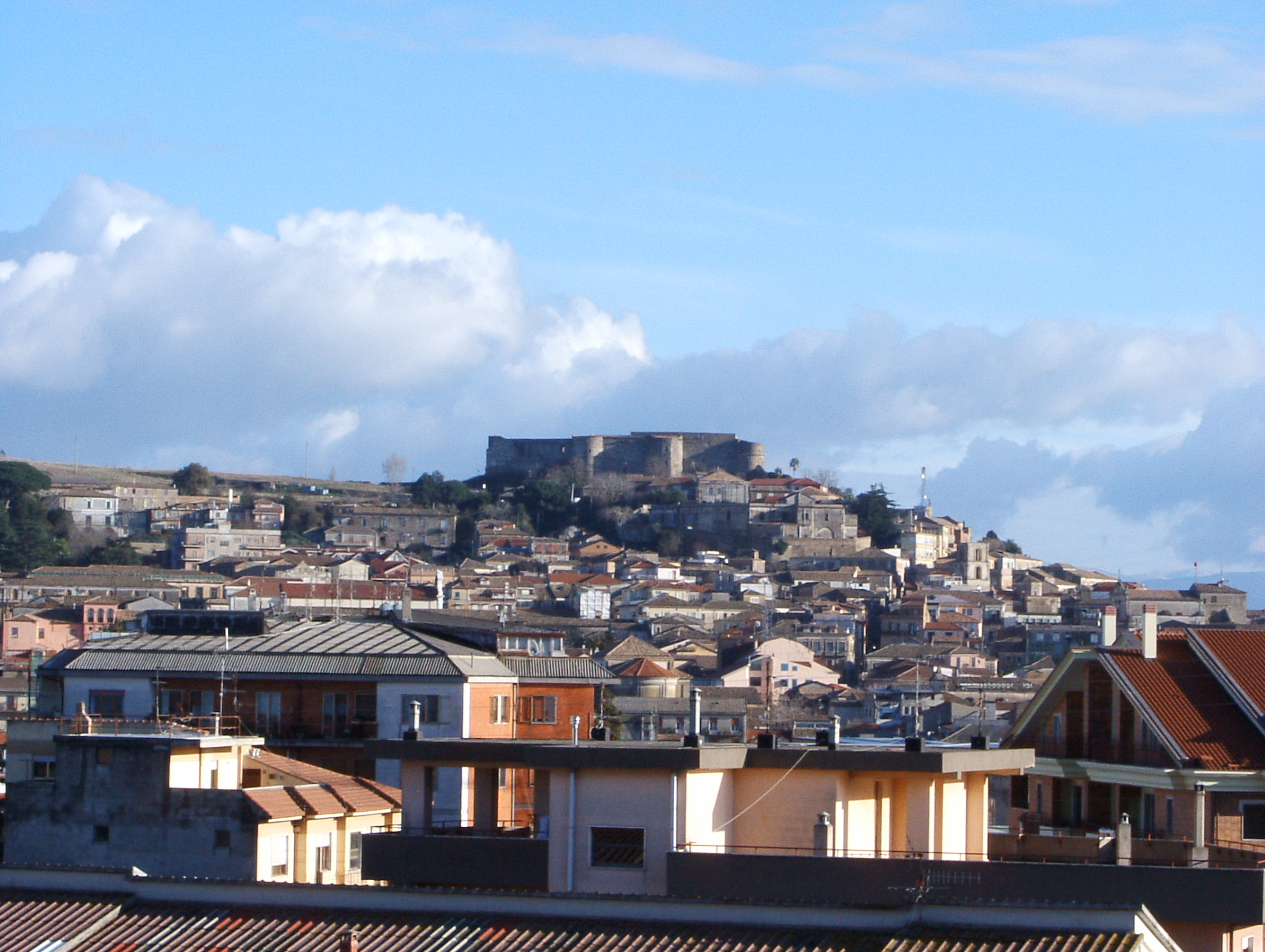
Краєвид
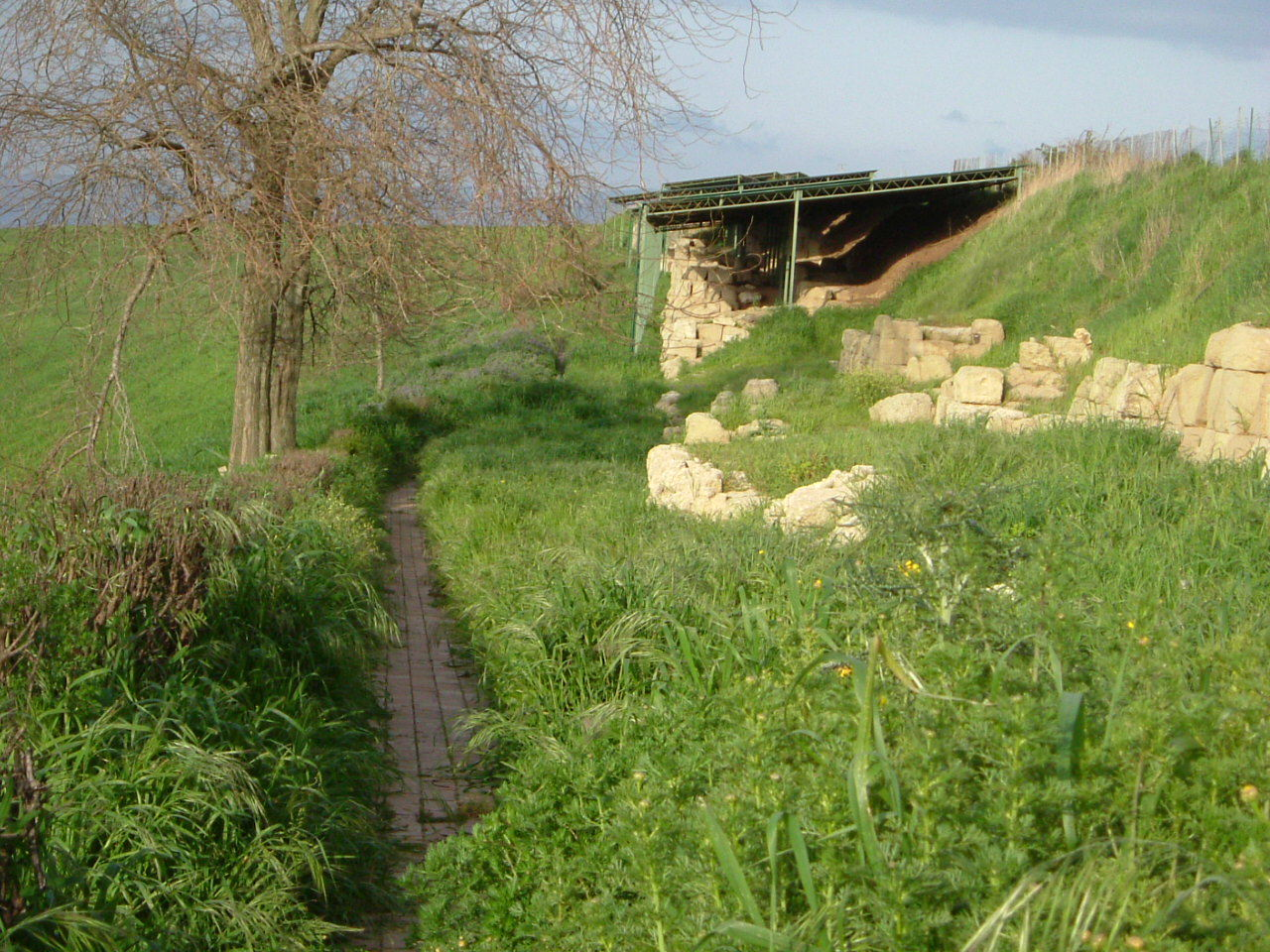
Mura Greche
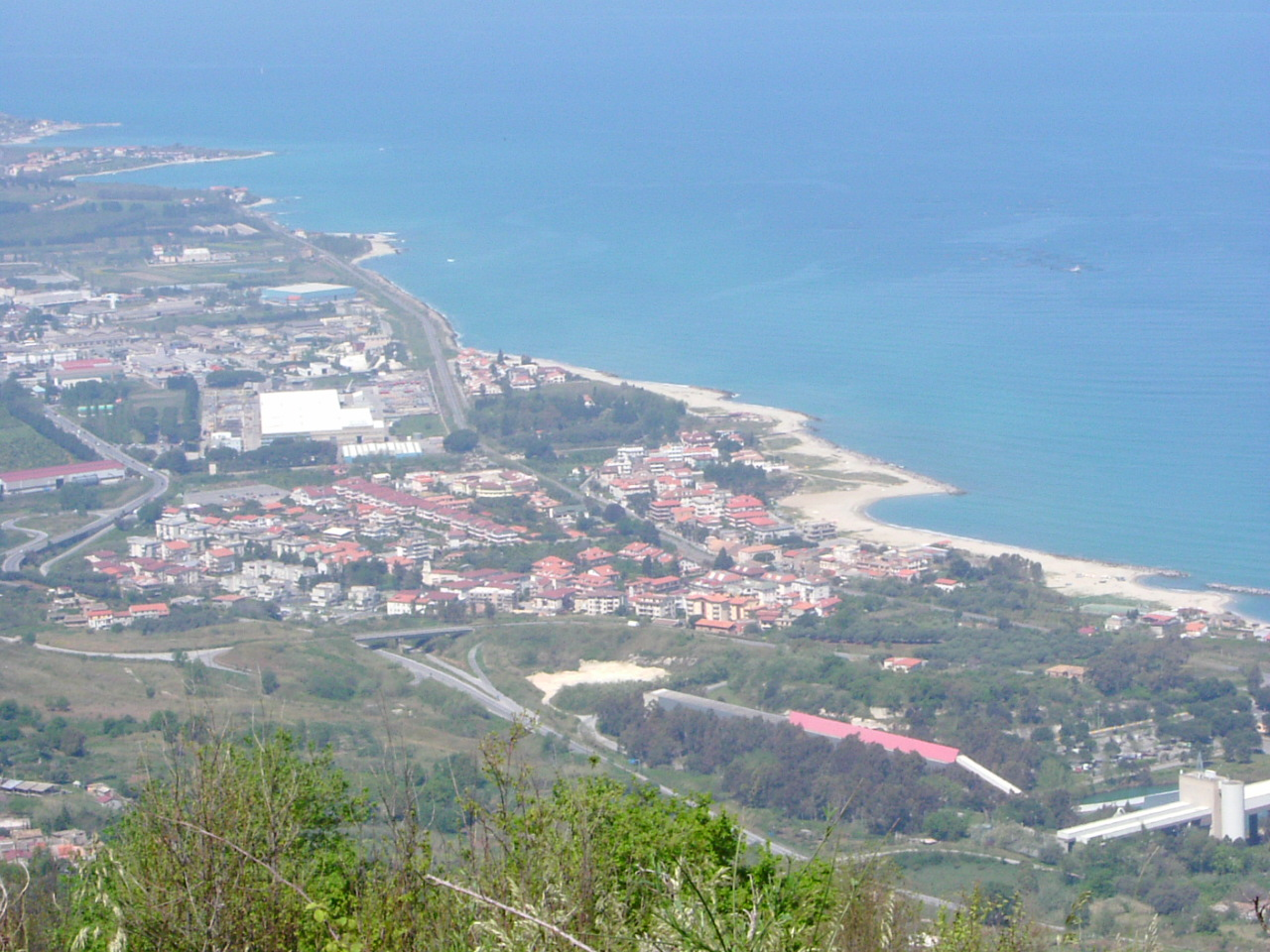
Frazione di Bivona